# Giovanna Epis
Giovanna Epis (* 11. Oktober 1988 in Venedig) ist eine italienische Leichtathletin, die sich auf den Langstreckenlauf spezialisiert hat.

## Sportliche Laufbahn
Erste internationale Erfahrungen sammelte Giovanna Epis bei den Crosslauf-Europameisterschaften 2007 in Toro, bei denen sie nach 15:40 min den 64. Platz im U20-Rennen belegte. Bei den U23-Europameisterschaften 2009 in Kaunas gelangte sie mit 36:45,18 min auf Rang 17 im 10.000-Meter-Lauf und im Dezember wurde sie bei den Crosslauf-Europameisterschaften in Dublin in 22:53 min 39. im U23-Rennen. Im Jahr darauf lief sie bei den Crosslauf-Europameisterschaften 2010 in Albufeira nach 21:14 min auf Platz 19 ein und siegte im selben Jahr in 1:15:22 h beim Grosseto-Halbmarathon. 2011 siegte sie in 1:13:41 h beim Halbmarathon in Pieve di Cento und im August belegte sie bei der Sommer-Universiade in Shenzhen in 35:46,28 min den siebten Platz über 10.000 Meter. Im Dezember wurde sie dann bei den Crosslauf-Europameisterschaften in Velenje nach 28:05 min 39. 2015 wurde sie bei dem Halbmarathon in Riva del Garda in 1:16:37 h Zweite und 2017 wurde sie beim Udine-Halbmarathon in 1:13:37 h Dritte. Bei den Halbmarathon-Weltmeisterschaften 2018 in Valencia gelangte sie mit 1:12:27 h auf Rang 40 und im September siegte sie in 1:13:56 h beim Aosta-Halbmarathon. Zudem wurde sie bei den Crosslauf-Europameisterschaften in Tilburg in 28:15 min 49. Im Jahr darauf startete sie im Marathonlauf bei den Weltmeisterschaften in Doha, konnte dort ihr Rennen aber nicht beenden. 2020 wurde sie beim Monza-Halbmarathon in 1:14:18 h Zweite und anschließend gelangte sie bei den Halbmarathon-Weltmeisterschaften in Gdynia mit 1:11:14 h auf Rang 36. Im Jahr darauf gelangte sie bei Halbmarathonläufen in Italien auf das Podest und nahm im August im Marathon an den Olympischen Sommerspielen in Tokio teil und klassierte sich dort mit 2:35:09 h auf dem 32. Platz.
2022 siegte sie in 1:11:46 h beim Mailand-Halbmarathon und anschließend gewann sie auch bei den Mittelmeerspielen in Oran in 1:13:47 h die Goldmedaille. Anschließend belegte sie bei den Europameisterschaften in München in 2:29:06 h den fünften Platz im Marathon und im Jahr darauf wurde sie bei den Weltmeisterschaften in Budapest nach 2:29:10 h Zwölfte. Bei den Olympischen Spielen 2024 in Paris beendete sie den Marathonwettbewerb in der Zeit von 2:38:26 h auf dem 67. Platz. Im November siegte sie in 1:12:48 h beim Mailand-Halbmarathon und bei den Straßenlauf-Europameisterschaften 2025 gelangte sie nach 2:29:14 h auf den fünften Platz über die Marathondistanz.
2021 wurde Epis italienische Meisterin im Halbmarathon sowie 2020 und 2023 im Marathon. 

## Persönliche Bestleistungen
- 10.000 Meter: 32:34,01 min, 28. Mai 2022 in Pacé
- Halbmarathon: 1:11:01 h, 7. November 2021 in Rom
- Marathon: 2:23:46 h, 23. April 2023 in Hamburg